# 吴连奇
吴连奇（1964年2月—），广元市元坝区人，中华人民共和国地方官员。
历任广元市青川县县长、县委书记；2005年5月至2008年9月，任剑阁县委书记；2008年9月时，任广元市副市长。2009年9月，兼任汶川地震后重灾区青川县县委书记，直至2011年3月。2014年2月，因贪污受贿被开除党籍、开除公职处分。